# Сулутюбе
Сулутюбе — село (аул) в Ногайском районе Республики Дагестан. Входит в Карасувский сельсовет.

## Географическое положение
Расположено в 5 км к югу-западу от районного центра села Терекли-Мектеб.

## Население
| 1970 | 1989 | 2002 | 2010 | 2021 |
| ---- | ---- | ---- | ---- | ---- |
| 224  | ↘55  | ↗60  | ↘49  | ↘17  |

## Известные жители и уроженцы
- Сабутов, Кадыр Янмурзаевич (1936—2002) — Герой Социалистического Труда.
- Сабутов, Камов Баймурзаевич (1926—1982) — Герой Социалистического Труда.